# Ядов Володимир Олександрович
Володимир Олександрович Ядов (25 квітня 1929, Ленінград — 1 липня 2015, Москва) — радянський та російський соціолог. Доктор філософських наук, професор.

## Життєпис
Володимир Ядов закінчив філософський факультет Ленінградського державного університету мені А. О. Жданова .
Захистив дисертацію на здобуття наукового ступеня кандидата філософських наук на тему «Ідеологія як форма духовної діяльності суспільства» (1958; опублікована у 1961 році).
Наприкінці 1950-х років організував лабораторію соціологічних досліджень при Ленінградському державному університеті, яка вперше в СРСР почала вивчати трудову мотивацію та ціннісні орієнтації.
В 1968 році захистив дисертацію на здобуття наукового ступеня доктора філософських наук на тему «Методологічні проблеми конкретного соціологічного дослідження».
З 1988 по 2000 рік обіймав посаду директора Інституту соціології РАН . З 2000 року — декан факультету соціології Державного академічного університету гуманітарних наук .
Дружина — доктор педагогічних наук Люція (Людмила) Лєсохіна (1928—1995) .

## Наукова діяльність
Провідний радянський та російський соціолог, фахівець у галузі соціології праці та економічної соціології, автор першого у Росії підручника з методології соціологічного дослідження: «Стратегія соціологічного дослідження» . Цей підручник вважається базовим для соціологічних факультетів у Росії .
Займав керівні посади в Міжнародній соціологічній асоціації, Міжнародному інституті соціології, Європейській асоціації експериментальної психології, очолював Російське товариство соціологів, Інститут соціологічної освіти Російського центру гуманітарної освіти, працював експертом міжнародних та російських наукових фондів, очолював Дисертаційну раду та був членом Вищого атестаційного комітету РФ. Почесний доктор Харківського національного, Гельсінського, Тартуського університетів та Інституту соціології РАН .
Головний редактор «Соціологічного журналу». Член міжнародної редакційної ради журналів «Особистість. Культура. Суспільство», «Вісник Інституту соціології» .Член Міжнародної Консультативної ради журналу « Соціологічна наука та соціальна практика», член Редакційної ради журналу «Соціологія: методологія, методи та математичне моделювання» («Соціологія: 4М»), член Редакційної ради журналу « Коммунікологія», член Редакцій ІНТЕР".
Більше про наукові досягнення Володимира Ядова розповідається у статті Пам'яті В. А. Ядова // Соціологічні дослідження. 2015. № 9. С. 145—146

## Наукові праці
З деякими роботами Володимира Ядова можна ознайомитися на офіційному сайті Інституту соціології РАН (до багатьох є повний текст) .

### Монографії
- Идеология как форма духовной деятельности общества. — Л.: Изд. ЛГУ, 1961.
- Тайна лжи. Заметки о теории и методах буржуазной пропаганды. — М.: Политиздат, 1963.
- Методология и процедуры социологических исследований. — Тарту, 1968.
- Социологическое исследование. Методология. Программа. Методы. — М., 1972.
- Социологические методы исследования клубной работы. — М., 1986.
- Социологическое исследование. Методология. Программа. Методы. М.: Наука, 1987.
- Социологическое исследование. Методология. Программа. Методы. — Самара, 1995.
- Ядов В. А., Семенова В. В. [soc.lib.ru/su/565.rar «Стратегия социологического исследования»]. — М., 1998, 1999, 2000.
- Человек и его работа в СССР и после / Учебное пособие для вузов. — 2-е изд., испр. и доп. — М.: Аспект Пресс, 2003. — 485 с.
- Стратегия социологического исследования. Описание, объяснение, понимание социальной реальности / В. А. Ядов. — 3-е изд., испр. — М.: Омега-Л, 2007. — 567 с. — ISBN 5-365-00446-9, ISBN 978-5-365-00446-7.
- Саморегуляция и прогнозирование социального поведения личности
- Современная теоретическая социология как концептуальная база исследования российских трансформаций: Курс лекций для студентов магистратуры по социологии. — Изд. второе, испр. и доп. — СПб.: Интерсоцис, 2009. — 138 с. («Социополис»: Библиотека современного социогуманитарпого знания).

### Статті
- Беляева Л. А., Давыдов&nbsp;А.&nbsp;А., Данилов&nbsp;А.&nbsp;Н., Докторов&nbsp;Б.&nbsp;З., Лапин&nbsp;Н.&nbsp;И., Левашов&nbsp;В.&nbsp;К., Немировский&nbsp;В.&nbsp;Г., Тихонов А. В., Толстова&nbsp;Ю.&nbsp;Н., Тощенко&nbsp;Ж.&nbsp;Т., Ядов В. А. Судьбы и перспективы эмпирической социологии // Социологические исследования. — 2005. — № 10. — С. 3-21.
- Ядов В. А. Трансформация постсоветских обществ: что более значимо — исторически традиционное или недавнее прошлое // Социологические исследования. 2014. № 7, C. 47-50.
- Ядов В. А. Поздравление в адрес юбиляра; Информация о профессиональной деятельности и список основных книг О. Н. Яницкого // Социологический журнал. 2013. № 2. С. 158—161.
- Ядов В. А. Каким мне видится будущее социологии // Социологические исследования. 2012. № 4. С. 3.
- Ядов В. А. Свидетельствую: Геннадий Батыгин был соорганизатором Института социологии // Социологический журнал. 2011. № 1. С. С. 128—130.
- Ядов В. А. Всемирный социологический конгресс в Гётеборге — событие, требующее осмысления и действий сообщества социологов // Социологический журнал. 2010. № 3. С. 163—168.
- Ядов В. А. К вопросу о макро-микро дилемме в социологии // Социологический журнал. 2009. № 1. С. 145—154.
- Ядов В. А. К дискуссии о макро-микро дилемме в социологии // Социологический журнал. 2009. № 2. С. 128—130.
- Ядов В. А. Феномен Фирсова // Социологический журнал. 2009. № 2. С. 135—136.
- Ядов В. А. Какие теоретические подходы полезны для понимания и объяснения социальных реалий российского общества и России? // Россия реформирующаяся: Ежегодник — 2010. Выпуск 9. — М.: Новый Хронограф, 2010. — С. 20-23.
- Ядов В. А. Нужна ли сегодня национальная русская социология? // Россия реформирующаяся. Ежегодник / Отв. Ред. М. К. Горшков. — Вып.7. — М.: Институт социологии РАН, 2008. — С. 16-23.
- Ядов В. А. Прости меня, Юра // Социологический журнал. 2008. № 2. С. 147—149.
- Заславская Т. И., Ядов В. А. Социальные трансформации в России в эпоху глобальных изменений // Социологический журнал. 2008. № 4. С. 8-22.
- Ядов В. А. Энциклопедист и просветитель: к восьмидесятилетию Игоря Семеновича Кона // Социологический журнал. 2008. № 2. С. 161—164.
- Ядов В. А. Для чего нужна сегодня национальная русская социология? // Социологические исследования. 2008. № 4.
- Ядов В. А. (Вехи истории. 1988—2000) // Социологические исследования. 2008. № 6.
- Щербакова И. В., Ядов В. А. Культура предупредительного поведения в большом городе: Опыт видеонаблюдения пассажиров у дверей метро Будапешта, Москвы, Нижнего Новгорода и Санкт-Петербурга // Социологический журнал. 2007. № 4. С. 138—148.
- Данилова Е. Н., Ядов В. А. Россияне и поляки в условиях общественных перемен[недоступне посилання з Февраль 2020] // Социологические исследования. 2007. № 7.
- Ядов В. А. Теоретико-концептуальные объяснения «посткоммунистических» трансформаций // Россия реформирующаяся. Ежегодник / Отв. Ред. М. К. Горшков. — Вып.6. — М.: Институт социологии РАН, 2007. С. 12-23.
- Ядов В. А. По поводу статьи А. И. Малинкина // Социологические исследования. 2006. № 8.
- Ядов В. А. Размышления по случаю юбилея журнала // Социология: методология, методы, математическое моделирование. 2005. № 20. С. 5-9.
- Ядов В. А. К юбилею Владимира Александровича Ядова // Социологический журнал. 2004. № 1-2. С. 209—217.
- Ядов В. А. Правда ли, что Галине Михайловне Андреевой 80 лет? // Социологический журнал. 2004. № 1-2. С. 206—208.
- Данилова Е. Н., Ядов В. А. Нестабильная социальная идентичность как норма современных обществ // Социологические исследования. 2004. № 10.
- Ядов В. А. «Посткоммунистические» трансформации с позиций современных теорий // Россия реформирующаяся: Ежегодник — 2004 / Отв. ред. Л. М. Дробижева. — М.: Институт социологии РАН, 2004. С. 346—355.
- Климова С. Г., Клемент К. М., Ядов В. А. Практики узаконенных и неформальных правил трудовых отношений на российских предприятиях. Плюсы и минусы.// Россия реформирующаяся: Ежегодник −2003 /Отв. ред. Л. М. Дробижева — М.: Институт социологии РАН, 2003. С.93-126.
- Ядов В.А. Некоторые социологические основания для предвидения будущего российского общества// Россия реформирующаяся / Под редакцией Л. М. Дробижевой. — Academia, 2002. С. 349—363.
- Лапин Н. И., Осадчая Г. И., Ядов В. А. Опыт интеграции социологического образования в вузе и научных исследований // Социологические исследования. 2002. № 2.
- Ядов В. А. «Господа, думайте о социальных следствиях проводимых реформ!» // Социологические исследования. 2002. № 5.
- Ядов В. А. А все же умом Россию понять можно // Россия трансформирующееся общество / Под редакцией В. А. Ядова. — М.: Издательство «КАНОН-пресс-Ц», 2001. C. 9-20.
- Ядов В. А. Использование опыта зарубежных университетов в Центре социологического образования Института социологии РАН // Социологический журнал. 2001. № 1. С. 163—172.
- Ядов В. А. Структура и побудительные импульсы социально-тревожного сознания // Социологический журнал. 1997. № 3. С. 77-91.
- Ядов В. А. Реплика уважаемому оппоненту // Социологический журнал. 1996. № 1-2. С. 89-92.
- Ядов В. А. Два рассуждения о теоретических предпочтениях // Социологический журнал. 1995. № 2. С. 70-72.
- Ядов В. А. Куда идет российская социология? // Социологический журнал. 1995. № 1. С. 5-9.
- Ядов В. А. Социальные и социально-психологические механизмы формирования социальной идентичности личности // Мир России. 1995. № 3-4.
- Ядов В. А. Социальные и социально-психологические механизмы формирования социальной идентичности личности // Мир России. 1995. № 3-4.
- Ядов В. А. Возможности совмещения теоретических парадигм в социологии // Социологический журнал. 2003. № 3. С. 5-20.
- Ядов В. А., Мешкова Е. Г. К итогам XIII Всемирного социологического конгресса // Социологический журнал. 1994. № 4. С. 197—198.
- Ядов В. А. Социальная идентификация в кризисном обществе // Социологический журнал. 1994. № 1. С. 35-52.
- Ядов В. А. Стратегии и методы качественного анализа данных // Социология: методология, методы, математическое моделирование. 1991. № 1. С. 14-31.

### Науковий редактор та укладач
- Как люди делают себя. Обычные россияне в необычных обстоятельствах: концептуальное осмысление восьми наблюдавшихся случаев / Под общ. ред. В. А. Ядова, Е. Н. Даниловой, К. Клеман. — М.: Логос, 2010. — 388 с. ISBN 978-5-98704-521-3
- Россияне и поляки на рубеже веков. Опыт сравнительного исследования социальных идентификаций (1998—2002 гг.)/ Сост. Е. Н. Данилова, О. Оберемко, В. А. Ядов. — СПб: Издательство РХГА. 2006. −352 с. ISBN 5-88812-2351
- Россияне и китайцы в эпоху перемен: Сравнительное исследование в Санкт-Петербурге и Шанхае начала XXI века / Под общ. ред. Е. Н. Даниловой, В. А. Ядова, Пан Давэя. — М.: Логос, 2012. — 452 с. ISBN 978-5-98704-699-9
- Саморегуляция и прогнозирование социального поведения личности: Диспозиционная концепция. 2-е расширенное изд. — М. : ЦСПиМ, 2013. — 376 с. ISBN 978-5-906001-04-7